# Henri Guissou
Henri Guissou (Koudougou, 17 novembre 1910 – Koudougou, 22 maggio 1979) è stato un politico e diplomatico burkinabé.
Nato nell'allora colonia francese dell'Alto Senegal e Niger, poi divenuta Alto Volta, Guissou fu eletto al Consiglio della Repubblica francese nel 1947. Ricoprì l'incarico nella camera alta per circa un anno e mezzo, prima di dimettersi perché eletto all'Assemblea nazionale. Fu deputato in tutte e tre le legislature della Quarta Repubblica (1948-1958) e nei primi mesi della prima legislatura della Quinta Repubblica (1958-1959).
Dopo l'indipendenza dell'Alto Volta, è stato parte della prima delegazione del suo paese all'ONU (febbraio-maggio 1961), poi ambasciatore in Francia (1961-1964), nella Repubblica Federale Tedesca (1964-1966) e poi nuovamente a Parigi (1966-1976) prima del pensionamento.
La figlia Joséphine Ouédraogo è stata per due volte ministro in Burkina Faso.